# Сиппала, Матти
Матти Калерво Сиппала (фин. Matti Kalervo Sippala; 11 марта 1908 — 22 августа 1997) — финский легкоатлет, призёр Олимпийских игр.
Матти Сиппала родился в 1908 году в Холлола (Великое княжество Финляндское). В 1932 году на Олимпийских играх в Лос-Анджелесе он завоевал серебряную медаль в метании копья. В 1934 года Матти Сиппала стал серебряным призёром чемпионата Европы.